# Saskia Hippe
Saskia Hippe (Berlino, 16 gennaio 1991) è una pallavolista tedesca, opposto delle Vegas Thrill.

## Carriera

### Club
La carriera di Saskia Hippe comincia nel settore giovanile del Köpenicker nel 2000, approdando in prima squadra nell'annata 2007-08, in cui debutta nel massimo campionato tedesco. Nella stagione 2008-09 passa al Dresdner, club con il quale resta per tre annate, vincendo una coppa di Germania ed una Challange Cup, dove viene premiata anche come migliore giocatrice.
Nella stagione 2011-12 viene ingaggiata dalla squadra italiana del Chieri, neopromossa in Serie A1, mentre nella stagione successiva si trasferisce in Repubblica Ceca ingaggiata dal Prostějov, con cui vince la coppa nazionale e il campionato. Fa quindi rientro in patria a partire dall'annata 2013-14 grazie all'acquisto da parte dello Schweriner, in cui rimane per due stagioni prima di trasferirsi per il campionato 2015-16 nel Potsdam.
Cambia nuovamente maglia nell'annata 2016-17, approdando in Grecia, dove prende parte all'A1 Ethnikī con l'Olympiakos, con cui vince tre Coppe di Grecia, venendo premiata come MVP nell'edizione 2017-18, quattro scudetti, premiata come MVP nell'edizione 2017-18, e la Challenge Cup 2017-18.
Nel dicembre 2020, a causa delle vicissitudini organizzative del campionato ellenico, lascia il club di Atene per far ritorno in Italia, accettando la proposta della Millenium Brescia, con cui disputa la seconda parte della Serie A1 2020-21. Nella stagione 2021-22 fa ritorno all'Olympiakos, mentre nella stagione seguente si trasferisce nella Divizia A1 rumena, indossando la casacca del Voluntari.
In seguito è di scena negli Stati Uniti d'America, dove partecipa all'Athletes Unlimited 2023, per poi indossare la casacca delle Vegas Thrill nella Pro Volleyball Federation 2024. Dopo aver iniziato il campionato 2024-25 nuovamente nella massima divisione greca, ma indossando la casacca del neopromosso Milōn, torna alle Vegas Thrill per la Pro Volleyball Federation 2025.

### Nazionale
Nel 2007, con la nazionale tedesca under 18 si aggiudica la medaglia d'oro al campionato europeo di categoria, mentre nel 2008 ottiene le prime convocazioni nella nazionale maggiore; con la selezione teutonica vince la medaglia d'argento al campionato europeo 2011, chiuso alle spalle della Serbia, e a quello del 2013, battuta in finale dalla Russia, oltre ad aggiudicarsi la medaglia d'oro all'European League 2013.

## Palmarès

### Club
- Campionato ceco: 1

2012-13
- Campionato greco: 4

2016-17, 2017-18, 2018-19, 2019-20
- Coppa di Germania: 1

2009-10
- Coppa della Repubblica Ceca: 1

2012-13
- Coppa di Grecia: 3

2016-17, 2017-18, 2018-19
- Challenge Cup: 2

2009-10, 2017-18

### Nazionale (competizioni minori)
- Campionato europeo under 18 2007
- Trofeo Valle d'Aosta 2008
- European League 2013

### Premi individuali
- 2010 - Challenge Cup: MVP
- 2018 - Coppa di Grecia: MVP
- 2018 - Volley League: MVP